# سيمون موراتور
سيمون موراتور (مواليد 30 مايو 1998) هو لاعب كرة قدم إيطالي يلعب في مركز خط الوسط في نادي ريجيانا 1919 على سبيل الإعارة.

## روابط خارجية
- سيمون موراتور على موقع الاتحاد الأوربي (الإنجليزية)
- سيمون موراتور على موقع قاعدة بيانات كرة القدم.إي يو (الإنجليزية)
- سيمون موراتور على موقع Soccerway.com (الإنجليزية)
- سيمون موراتور على موقع عالم كرة القدم.نت (الإنجليزية)